# Disney Electronics
Disney Electronics est une marque commerciale de la division Disney Consumer Products de la Walt Disney Company. Elle regroupe les produits technologiques de type petit électroménager, hi-fi et électroniques de Disney. Le nom Disney Electronics n'est apparu qu'en 2005 avec la sortie des lecteurs MP3 portables (Disney Mix Sticks).

## Historique
Le périmètre d'activité de la marque a débuté en 2002 avec la production d'ordinateurs destinés aux enfants vendus d'abord au Royaume-Uni. 
Le 7 mai 2003, Disney s'associe à Memorex pour produire six appareils audio-vidéo Disney : télévision 13 pouces, lecteur DVD, balader radio, baladeur CD et un poste radio. 
Le 5 août 2004, Disney lance le Disney Dream Desk, son premier ordinateur pc.
Le 29 septembre 2005, Disney Electronics qui utilise pour la première fois ce nom, lance les lecteurs MP3 Disney Mix Sticks. Le 6 octobre 2005, Disney Electronics étoffe sa gamme avec entre autres des caméras vidéo et des lecteurs de DVD portables. Ces nouveaux produits sont prévus pour être vendus lors des fêtes de fin d'année.
En octobre 2006, Disney a lancé un téléphone portable conçu pour les enfants en Italie. Il est disponible avec le réseau de Vodafone Italie. Cette offre est un signe que Disney n'arrive pas à lancer le MVNO Disney Mobile en Europe.
Le 8 mai 2007, Walt Disney Records, Disney Electronics et le Walt Disney Internet Group s'associent pour offrir au téléchargement sur le site Disneymixcentral.com le catalogue du premier pour les baladeur MP3 du second.
Le 4 avril 2008, Disney Consumer Products annonce le lancement d'un mplayer Disney par iRiver.
Le 15 juin 2009, Disney et ASUSTeK Computer annoncent le Netpal Netbooks un portable pour les enfants.
Le 18 juin 2009, Disney et Toshiba annoncent une édition Hannah Montana du baladeur multimédia JournE M400.
Le 5 novembre 2013, Philips annonce une gamme de lampe interactive nommée Disney Imaginative StoryLight associée aux e-books de Disney.

## La Gamme
Disney propose : des ordinateurs, des téléviseurs, des lecteurs de DVD, des radio-cassettes, des lecteurs de CD (portables et non) des réveils